# Pasiteja (mjesec)
Pasiteja (također Jupiter XXXVIII) je prirodni satelit planeta Jupiter, iz grupe Carme. Retrogradni nepravilni satelit s oko 2 kilometra u promjeru i orbitalnim periodom od 726.933 dana.